# MSP-80

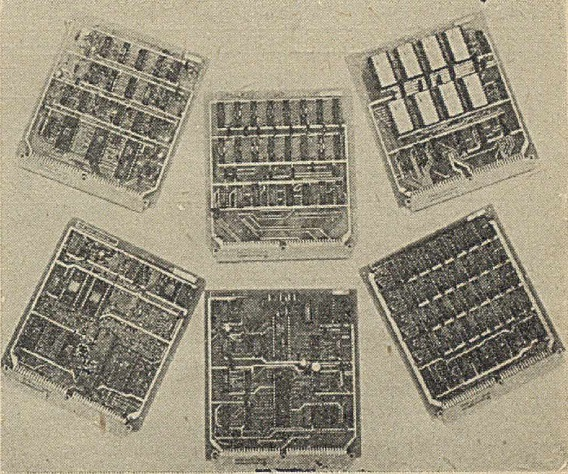
Pakiety MSP-80

MSP-80 to  mikrokomputerowy  system automatyzacji pomiarów opracowany przez Przemysłowy Instytut Elektroniki.
Budowa systemu oparta była na pakietach:
- jednostki centralnej
- pamięci
- układów we-wy
- buforów  szyn systemowych.